# Рифтова долина

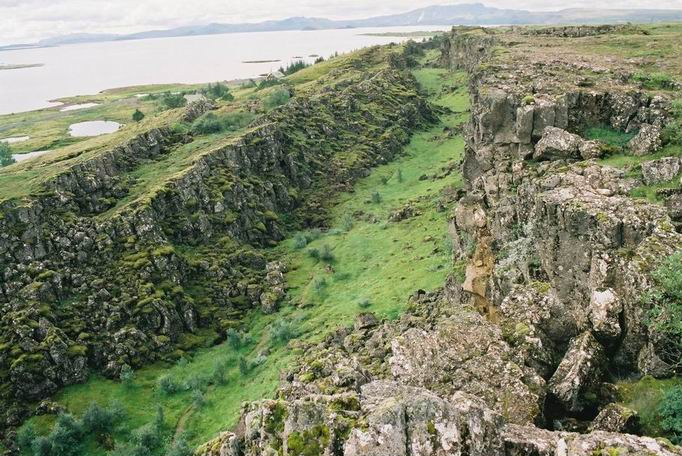
Частина рифтової долини в Ісландії

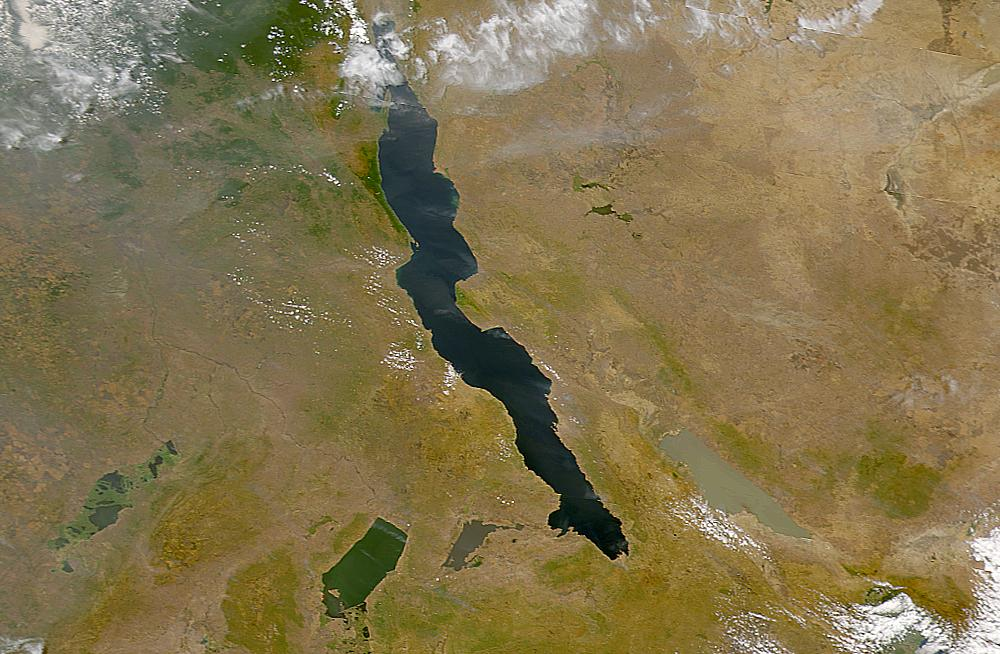
Східно-Африканський рифт. З ліва на право: Озеро Упемба, Озеро Мверу, Танганьїка (найбільше), і Руква.

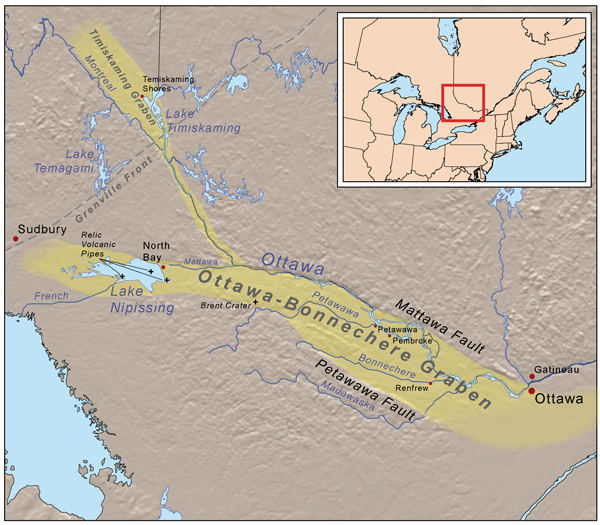
Грабен Оттава-Боннешере

Ри́фтова доли́на (англ. rift valley; нім. Rifttal n) — геологічна депресія, яка виникла при рифтогенезі в результаті опускання лінійно витягнутої і обмеженої паралельними зонами рифтів або розломів ділянки земної кори. Яскравий приклад — долина Рейну.
Найбільші рифтові долини розташовані вздовж пасма Океанічних хребтів і виникли в результаті спредингу. Прикладами такого роду рифту є Серединно-Атлантичний хребет і Східнотихоокеанська височина.

Значна частина континентальних рифтових долин є авлакогеном, прямуючим від трійника, хоча є й активні рифти це: Східно-Африканський рифт, Байкальська система рифтів, Західно-Антарктичний рифт. У цих випадках, не тільки земна кора, але й тектонічна плита розламується на всю свою потужність, утворюючи нові плити. Якщо й далі відбувається рифтогенез, континентальні рифти врешті-решт перетворюються в океанічні рифти.
Інший спосіб утворення рифтової долини є горизонтальний рух трансформних розломів, при цьому відносний рух плит є переважно горизонтальним в одному або протилежному напрямах. Прикладами є Рифт Мертвого моря, Північно-Анатолійський розлом тощо.
Найбільші прісноводні озера у світі розташовані в рифтових долинах. Озеро Байкал в Сибіру, знаходиться в активній рифтовій долини. Байкал є найглибшим озером у світі, і має 20 % усієї прісної рідкої води на Землі, має найбільший обсяг серед озер. Танганьїка, друге озеро за обсягом води, знаходиться в Рифті Альберта, найзахідніший рукав активної Великої Рифтової долини. Озеро Верхнє в Північній Америці, найбільше прісноводне озеро за площею, знаходиться в найдавнішій і нефункціоніруючій Американській Середньоконтинентальній рифтовій системі. Найбільше підльодовикове озеро, Озеро Восток, можливо, також лежить у давній рифтовій долині. Озера Ніпіссинг та Тіміскамінг в Канаді лежать в рифтовій долині — Грабен Оттава-Боннешере.